# Malacosteus
Malacosteus (Ayres, 1848) è un genere di pesci ossei marini appartenenti alla famiglia Stomiidae.

## Distribuzione e habitat
Il genere ha distribuzione cosmopolita con l'eccezione delle regioni polari e del mar Mediterraneo.
Sono pesci meso e batipelagici di profondità, che si incontrano raramente sopra ai 500 metri e si spingono fino a quasi 4000 metri. Contrariamente alla maggioranza delle specie ittiche batipelagiche non effettuano migrazioni verticali notte/giorno (migrazione nictemerale) ma restano perennemente su alti fondali.

## Descrizione
Sono caratteristici per la particolare conformazione delle mascelle, l'inferiore infatti non ha pavimento ed è attaccata al cranio solo per due punti all'estremità. Questo consente a questi pesci un'apertura boccale estremamente ampia. La bocca è inoltre armata di forti e acuti denti. Un'altra caratteristica curiosa di Malacosteus è la presenza di fotofori con luce rossa, quasi unica fra i pesci.

## Biologia

### Alimentazione
Sono pesci predatori, nonostante l'imponente apparato boccale curiosamente la maggior parte delle prede è composta da zooplancton, soprattutto copepodi calanoidi mentre le prede più grandi come krill, gamberetti e pesci costituiscono una parte minoritaria. La predazione è facilitata dai fotofori frontali con luce rossa, assente alle alte profondità e che la maggior parte degli animali abissali non è in grado di percepire.

## Tassonomia
Il genere comprende 2 specie:
- Malacosteus australis
- Malacosteus niger